# プレタ・マンジェ
プレタ・マンジェ (Pret a Manger) は、サンドイッチを主力商品とするイギリスのファーストフードチェーンである。

## 概要

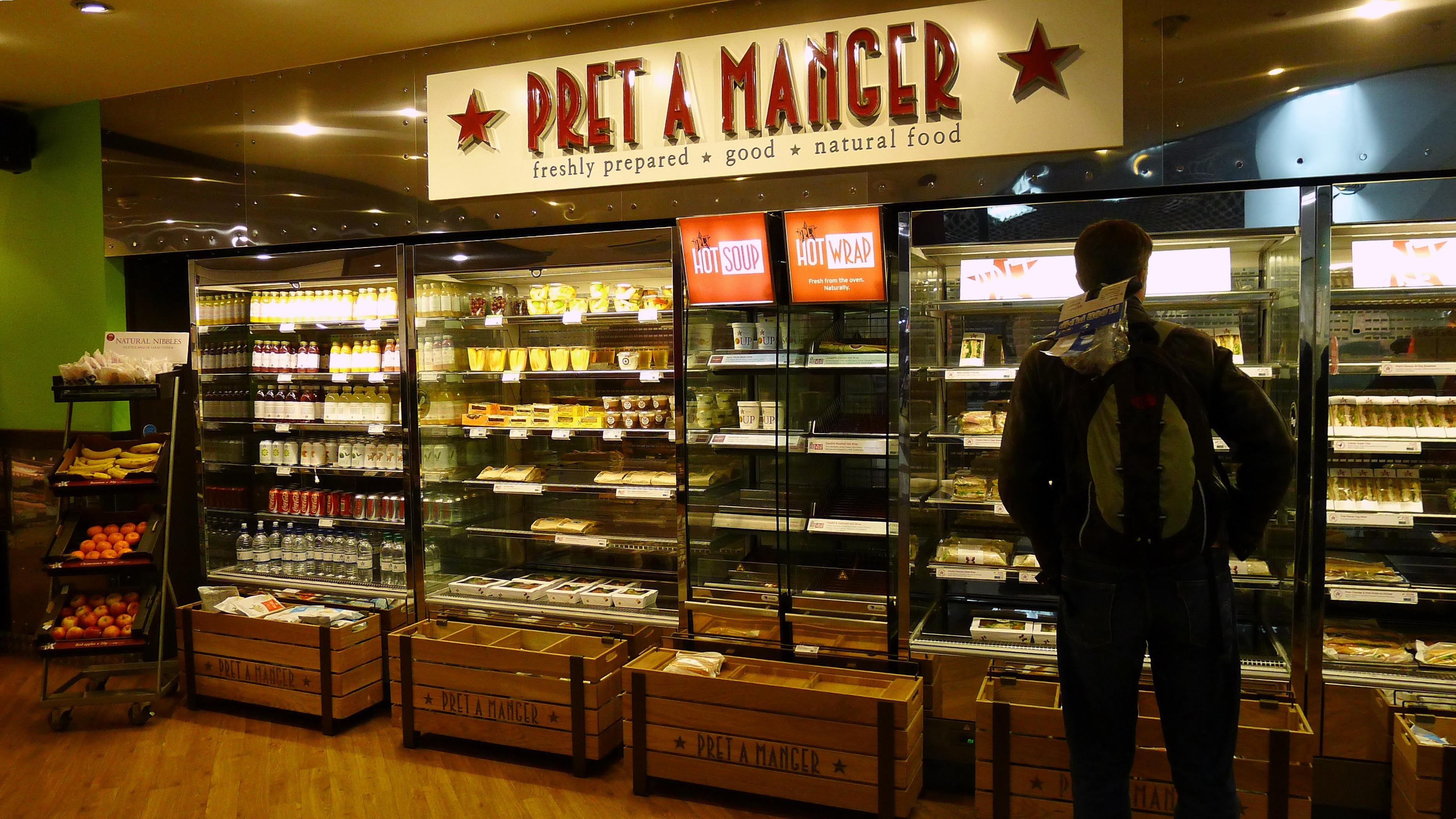
ロンドン市内にあるプレタ・マンジェの店舗

名前のプレタ・マンジェは、フランス語で「そのままですぐ食べられるもの」。大学で友人のジュリアン・メトカフとシンクレア・ビーチャムの二人が、忙しいビジネスマンがまともな食事を摂れる店がない状況を見て発案した。1986年、ロンドン市内に1号店をオープンした。サンドイッチは店内の厨房で手作りし、合成添加物を含まない原材料を使っている。

## 店舗
2000年にニューヨークで初の海外店舗を開店する。2014年2月時点で英国内に289店、アメリカ合衆国はニューヨーク、ワシントンD.C.、シカゴ、ボストンなど57店、フランスのパリに10店、香港に14店、2024年時点で英国内に498店、アメリカ合衆国に62店、ほかにフランス・香港・インド・スイスなど11か国で店舗を展開する。

## 日本で展開と解散
マクドナルドのアメリカ本社はプレタ・マンジェ社に資本参加しており、2001年暮れにプレタ・マンジェ社が日本マクドナルドへ日本国内の合弁を提案した。2002年2月15日に日本の事業展開を発表した。6月11日に両社は折半で出資して日本プレタ・マンジェ株式会社を設立し、9月25日に日比谷シティで日本1号店を開店した。
2年で80店舗を目標に13店舗まで増やしたが、日本マクドナルドホールディングスは2003年11月7日にプレタ・マンジェ事業から撤退を発表した。売却先を探すとしていたが、日本プレタ・マンジェの社長友成勇樹はロッテから支援を得て株式会社ナチュラルビートを設立し、事業を継承した。ナチュラルビートはローソンと提携したが、赤字が連続して2010年5月27日に解散し、6月15日に東京地方裁判所から特別清算開始決定を受けた。